# Mistrzostwa Polski w Skokach Narciarskich 1994
69. Mistrzostwa Polski w Skokach Narciarskich – zawody o mistrzostwo Polski w skokach narciarskich, które odbyły się w dniach 4-6 lutego 1994 roku na Średniej i Wielkiej Krokwi w Zakopanem.
W konkursie indywidualnym na skoczni normalnej zwyciężył Adam Małysz, srebrny medal zdobył Stanisław Ustupski, a brązowy – Andrzej Młynarczyk. Na dużym obiekcie najlepszy okazał się Wojciech Skupień przed Małyszem i Ustupskim.
Konkurs drużynowy na normalnej skoczni wygrał zespół TS Wisła Zakopane w składzie: Robert Zygmuntowicz, Andrzej Młynarczyk i Robert Mateja.

## Wyniki

### Konkurs drużynowy na normalnej skoczni (04.02.1994)
| Miejsce | Klub                  | Zawodnik                     | Nota zespołu |
| ------- | --------------------- | ---------------------------- | ------------ |
| 1.      | TS Wisła Zakopane I   | Robert Zygmuntowicz          | 546,0        |
| 1.      | TS Wisła Zakopane I   | Andrzej Młynarczyk           | 546,0        |
| 1.      | TS Wisła Zakopane I   | Robert Mateja                | 546,0        |
| 2.      | TS Wisła Zakopane II  | Władysław Styrczula          | 514,0        |
| 2.      | TS Wisła Zakopane II  | Stanisław Styrczula          | 514,0        |
| 2.      | TS Wisła Zakopane II  | Stanisław Ustupski           | 514,0        |
| 3.      | KS Wisła Wisła        | Mariusz Wantulok             | 472,0        |
| 3.      | KS Wisła Wisła        | Aleksander Bojda             | 472,0        |
| 3.      | KS Wisła Wisła        | Adam Małysz                  | 472,0        |
| 4.      | WKS Zakopane I        | Maciej Rapacz                | 470,0        |
| 4.      | WKS Zakopane I        | Stefan Habas                 | 470,0        |
| 4.      | WKS Zakopane I        | Bartłomiej Gąsienica-Sieczka | 470,0        |
| 5.      | MKN Skrzyczne Szczyrk | Sebastian Nikiel             | 407,5        |
| 5.      | MKN Skrzyczne Szczyrk | Sebastian Wieczorek          | 407,5        |
| 5.      | MKN Skrzyczne Szczyrk | Mariusz Dunat                | 407,5        |
| 6.      | BBTS Bielsko-Biała    | Jacek Pawlak                 | 372,5        |
| 6.      | BBTS Bielsko-Biała    | Mirosław Grzybowski          | 372,5        |
| 6.      | BBTS Bielsko-Biała    | Marek Gwóźdź                 | 372,5        |
| 7.      | TS Wisła Zakopane III | Maciej Mroczkowski           | 338,0        |
| 7.      | TS Wisła Zakopane III | Albert Watycha               | 338,0        |
| 7.      | TS Wisła Zakopane III | Kazimierz Bafia              | 338,0        |
| 8.      | WKS Zakopane II       | Andrzej Karpiel              | 246,5        |
| 8.      | WKS Zakopane II       | Konrad Gąsienica             | 246,5        |
| 8.      | WKS Zakopane II       | Paweł Czopek                 | 246,5        |

W konkursie wzięło udział 9 zespołów.

### Konkurs indywidualny na dużej skoczni (05.02.1994)
| Miejsce | Zawodnik                     | Klub                | Skok 1 | Skok 2 | Punkty |
| ------- | ---------------------------- | ------------------- | ------ | ------ | ------ |
| 1.      | Wojciech Skupień             | Start Zakopane      | 111,5  | 117,0  | 229,2  |
| 2.      | Adam Małysz                  | KS Wisła Wisła      | 106,5  | 109,5  | 197,7  |
| 3.      | Stanisław Ustupski           | TS Wisła Zakopane   | 99,0   | 111,5  | 187,3  |
| 4.      | Robert Zygmuntowicz          | TS Wisła Zakopane   | 97,5   | 95,0   | 154,4  |
| 5.      | Bartłomiej Gąsienica-Sieczka | WKS Zakopane        | 95,0   | 92,0   | 147,0  |
| 6.      | Robert Mateja                | TS Wisła Zakopane   | 92,0   | 97,0   | 144,6  |
| 7.      | Łukasz Kruczek               | LKS Klimczok Bystra | 88,5   | 95,5   | 134,1  |
| 8.      | Stanisław Styrczula          | TS Wisła Zakopane   | 86,0   | 83,0   | 110,6  |

W konkursie wzięło udział 22 zawodników.

### Konkurs indywidualny na normalnej skoczni (06.02.1994)
| Miejsce | Zawodnik                     | Klub                | Skok 1 | Skok 2 | Punkty |
| ------- | ---------------------------- | ------------------- | ------ | ------ | ------ |
| 1.      | Adam Małysz                  | KS Wisła Wisła      | 79,5   | 78,0   | 204,5  |
| 2.      | Stanisław Ustupski           | TS Wisła Zakopane   | 67,5   | 79,0   | 181,0  |
| 3.      | Andrzej Młynarczyk           | TS Wisła Zakopane   | 67,0   | 69,5   | 158,0  |
| 4.      | Bartłomiej Gąsienica-Sieczka | WKS Zakopane        | 74,5   | 62,0   | 156,5  |
| 5.      | Robert Mateja                | TS Wisła Zakopane   | 69,5   | 65,0   | 153,0  |
| 6.      | Marek Gwóźdź                 | BBTS Bielsko-Biała  | 69,5   | 65,0   | 149,0  |
| 7.      | Maciej Rapacz                | WKS Zakopane        | 63,0   | 66,5   | 139,5  |
| 7.      | Łukasz Kruczek               | LKS Klimczok Bystra | 63,5   | 67,5   | 139,5  |

W konkursie wzięło udział 31 zawodników.